# Insula Cosui
Insula Cosui sau Pojarevo (în bulgară Остров Косуй sau Пожарево) este o insulă bulgărească de pe Dunăre, situată între km 423,4 - 427,2 km în amontele fluviului, în comuna Tutrakan din regiunea Silistra. Suprafața sa este de 2,4 km2, ceea ce o plasează pe locul 9 printre cele mai mari insule dunărene ale Bulgariei.

## Descriere
Insula este situată la nord de satul Pojarevo (anterior Cusuiul din Vale) din comuna Tutrakan (anterior Turtucaia). Are o formă eliptică, cu o lungime de 4,3 km și o lățime maximă de până la 1,2 km. Este separată de malul bulgăresc printr-un canal cu lățimea de minim 300-350 de metri. Altitudinea maximă se află în zona centrală și este de 14,8 m deasupra nivelului mării, adică are doar 3-4 m deasupra nivelului fluviului. 
Solul său este format din roci sedimentare aduse de fluviu, aici crescând sălcii și plopi. Când apele Dunării cresc, părțile joase ale insulei sunt inundate, ca rezultat fiind formate patru mlaștini permanente, dintre care cea mai mare (aflată în partea de vest) are o suprafață de 6,5-7 ha. La nord-est de insulă se află un ostrov mai mic numit Cosuiul Mic (în bulgară Малък Косуй). Insula este nelocuită, aici aflându-se o zonă protejată numită Insula Pojarevo (în bulgară Остров Пожарево).

## Istoric
Insula Cosui a aparținut României între anii 1913 și 1940, fiind cedată Bulgariei prin Tratatul de la Craiova (1940).